# Don't Wanna Lose You
Don't Wanna Lose You è un singolo della cantante statunitense di origine cubana Gloria Estefan, pubblicato nel 1989 ed estratto dall'album Cuts Both Ways.

## Tracce
- Cassetta (USA) / 7" (Europa)

1. Don't Wanna Lose You – 4:10
2. Si voy a perderte (Don't Wanna Lose You - Spanish Version) – 4:10

## Cover
Il gruppo di crossover classico britannico Il Divo ha registrato una cover del brano, presente nell'album Amor & pasión (2015).